# (32012) 2000 HE57
2000 HE57 (asteroide 32012) é um asteroide da cintura principal. Possui uma excentricidade de 0.13161480 e uma inclinação de 14.77835º.
Este asteroide foi descoberto no dia 24 de abril de 2000 por LONEOS em Anderson Mesa.